# Star Trek: Discovery temporada 4
La quarta temporada de la sèrie de televisió estatunidenca Star Trek: Discovery segueix la tripulació de la nau estel·lar Discovery al segle XXXII, més de 900 anys després de Star Trek: La sèrie original, mentre ajuden a reconstruir la Federació Unida de Planetes després d'un esdeveniment catastròfic i s'enfronten a una anomalia espacial que causa destrucció a tota la galàxia. La temporada va ser produïda per CBS Studios en associació amb Secret Hideout i Roddenberry Entertainment, amb Alex Kurtzman i Michelle Paradise com a productors creadors. Sonequa Martin-Green interpreta a Michael Burnham, capità de la Discovery, juntament amb el retorn de Doug Jones, Anthony Rapp, Mary Wiseman, Wilson Cruz, Blu del Barrio, David Ajala, and Tig Notaro. El desenvolupament actiu de la temporada va començar el gener de 2020. Es va dedicar més temps a escriure que en temporades anteriors a causa de la pandèmia de la COVID-19, que va inspirar l'anomalia espacial a la qual s'enfronten els personatges durant la temporada. El nou paper de Burnham com a capitana també s'explora després del seu ascens al final de la [Star Trek: Discovery temporada 3|tercera  temporada]]. La quarta temporada es va anunciar oficialment a l'octubre de 2020 i el rodatge va tenir lloc a Toronto, Canadà, del novembre de 2020 a l'agost de 2021. Es van implementar nous processos de rodatge per garantir la seguretat durant la pandèmia, cosa que va causar alguns retards en la producció. Es va construir un videomosaic per permetre la filmació davant de fons generats per ordinador en temps real.
La temporada es va estrenar al servei de streaming Paramount+ el 18 de novembre de 2021 i els primers set episodis es van estrenar fins al 30 de desembre. Els sis episodis restants es van estrenar del 10 de febrer al 17 de març de 2022. L'estrena internacional de la temporada a Netflix es va cancel·lar dies abans de l'estrena per permetre un debut el 2022 a Paramount+ per a la majoria de països; després de les crítiques dels fans, la sèrie es va posar a disposició anticipadament en alguns països a través de Pluto TV o compra digital. Es va estimar que la temporada va tenir una alta audiència i demanda del públic, i va rebre crítiques positives, així com diversos premis i nominacions. Es va encarregar una cinquena temporada al gener de 2022.

## Episodis
| Núm. total | Núm. de la temporada | Títol                  | Direcció                           | Guió                                            | Data d'emissió original |
| --- | -------------------- | ---------------------- | ---------------------------------- | ----------------------------------------------- | ----------------------- |
| 43 | 1                    | «Kobayashi Maru»       | Olatunde Osunsanmi                 | Michelle Paradise & Jenny Lumet & Alex Kurtzman | 18 de novembre de 2021  |
| La capità Michael Burnham de l'USS Discovery i el seu company, Cleveland "Book" Booker, conviden la gent d'Alshain IV a reincorporar-se a la Federació Unida de Planetes. Demostren les intencions de la Federació ajudant a arreglar la tecnologia d'Alshain, que fa temps que està trencada. Book marxa al seu planeta natal, Kwejian, per participar en la cerimònia de majoria d'edat del seu nebot Leto. Burnham i la tripulació del Discovery assisteixen a la reobertura oficial de l'Acadèmia de la Flota Estel·lar, on coneixen la nova presidenta de la Federació, Laira Rillak. La Flota Estel·lar rep una trucada de socors d'una estació espacial prop de Kwejian, i Rillak acompanya el Discovery per investigar. L'estació espacial ha estat enviada a girar incontrolablement per una distorsió gravitacional desconeguda, i Burnham decideix ajudar a evacuar el seu personal ella mateixa; Rillak qüestiona les decisions de Burnham i, més tard, revela que estava observant-la com a possible candidat per a una nova missió, però té dubtes sobre el seu enfocament. A Kwejian, Book presencia una estranya activitat d'ocells i vola fora del món per investigar-la, just quan la distorsió gravitacional destrueix tot el planeta.                    |                      |                        |                                    |                                                 |                         |
| 44 | 2                    | «Anomaly»              | Olatunde Osunsanmi                 | Anne Cofell Saunders & Glenise Mullins          | 25 de novembre de 2021  |
| Book es queda adormit pel dolor després de la pèrdua del seu planeta i la seva família, i està turmentat per al·lucinacions de Leto. L'oficial científic Paul Stamets explica a Rillak i al Comandament de la Flota Estel·lar que la destrucció de Kwejian va ser causada per una anomalia gravitacional sense precedents que requereix més investigació. L'excapità de la «Discovery» Saru torna per servir com a primer oficial de Burnham, i salten a una distància segura fora de l'anomalia. Les dades inicials refuten algunes de les seves teories, i Book s'ofereix voluntari per volar amb la seva nau cap a l'anomalia per obtenir més informació. Burnham està convençuda de deixar que Book dugui a terme la missió, i finalment és un èxit. Durant aquest temps, l'anomalia canvia inexplicablement de direcció i causa danys a la "Discovery", deixant-los insegurs d'on anirà després i quin impacte tindrà això en altres planetes. Book més tard comença a obrir-se a Burnham sobre el seu dolor. Mentrestant, el Dr. Hugh Culber i l'alferes Adira Tal ajuden a transferir la consciència del difunt xicot d'Adira, Gray, a un cos sintètic, utilitzant una tecnologia poc comuna que anteriorment havia tingut èxit per a Jean-Luc Picard.                |                      |                        |                                    |                                                 |                         |
| 45 | 3                    | «Choose to Live»       | Christopher J. Byrne               | Terri Hughes Burton                             | 2 de desembre de 2021   |
| J'Vini, una ciutadana romulana de Ni'Var i monja dels Qowat Milat ordre, ataca diverses naus de la Flota Estel·lar per robar cristalls rars de diliti. En un robatori, mata un oficial. L'almirall de la Flota Estel·lar Charles Vance ho revela a Burnham, la presidenta de Ni'Var, T'Rina, i la mare de Burnham, Gabrielle, que és membre dels Qowat Milat. Rillak no vol perseguir J'Vini sense la guia de T'Rina, ja que Ni'Var està a punt de negociar el seu retorn a la Federació. Gabrielle creu que J'Vini ha trobat una causa perduda per la qual lluitar i s'uneix a Burnham en una missió per arrestar-la. Troben J'Vini en el que sembla ser una lluna estèril, però en realitat és una nau estel·lar massiva que conté refugiats en animació suspesa. Incapaç de despertar-los, J'Vini va robar el diliti per poder moure la nau fora del camí de l'anomalia. Burnham arresta J'Vini, però ajuda a despertar els refugiats i a moure la seva nau. Mentrestant, Stamets i Book viatgen a Ni'Var per analitzar les dades de l'anomalia, que Stamets ha sobrenomenat DMA (Anomalia de la Matèria Fosca). No descobreixen què és, però T'Rina ajuda Book a reviure records de Leto, cosa que li proporciona una mica de consol.                                    |                      |                        |                                    |                                                 |                         |
| 46 | 4                    | «All Is Possible»      | John Ottman                        | Alan McElroy & Eric J. Robbins                  | 9 de desembre de 2021   |
| Ni'Var accelera les seves negociacions amb la Federació i Rillak demana a Burnham i Saru que hi participin. Culber suggereix que Silvia Tilly, que no se sent segura del seu lloc a la nau, acompanyi un grup de nous cadets de l'Acadèmia de la Flota Estel·lar en un exercici de formació d'equips. Adira també s'uneix a ells per a la missió, en què els cadets han de treballar junts per inspeccionar un planeta. Inicialment no s'entenen, però es veuen obligats a unir-se després de ser desviats del seu curs i aterrar en una lluna perillosa. Junts aconsegueixen enviar senyals a una nau de la Flota Estel·lar que els salva i els retorna a la seu de la Federació, on el misteriós Dr. Kovich ofereix a Tilly un lloc de professor a l'Acadèmia. Les converses entre Ni'Var i la Federació semblen trencar-se, però Burnham i Saru parlen amb ambdues parts i ofereixen un compromís que totes accepten: un comitè independent dels líders de la Federació revisarà regularment la unió i proporcionarà una supervisió independent, i Burnham s'ofereix a formar part del comitè com a ciutadana tant de la Federació com de Ni'Var. Tilly accepta més tard el lloc de professor i abandona la nau                                                           |                      |                        |                                    |                                                 |                         |
| 47 | 5                    | «The Examples»         | Lee Rose                           | Kyle Jarrow                                     | 16 de desembre de 2021  |
| La DMA desapareix i reapareix 1000 anys llum de distància segons després, demostrant que no és una anomalia natural. El científic Ruon Tarka s'uneix a la nau per ajudar a determinar qui va crear la DMA i aconsegueix fer-ne un model que requereix més potència de la que pot donar la Discovery. En assabentar-se que el cinturó d'asteroides Radvek es troba en el nou camí de la DMA, la Discovery és enviada a evacuar els seus habitants. El magistrat del cinturó agraeix la seva ajuda i comença a organitzar la seva gent perquè es teleporti a bord, però es nega a alliberar els seus presoners, als quals anomena "Els Exemples". Burnham i Book van a alliberar els presoners ells mateixos, que afirmen haver estat empresonats injustament. Burnham els convenç d'escapar oferint-los asil a "Discovery", però un d'ells, Felix, decideix quedar-se. Revela que va robar accidentalment un orbe que registrava l'herència d'una família i després va assassinar el propietari en la baralla posterior. Book encara el vol salvar, però Burnham honra els desitjos de Felix i mor quan el cinturó d'asteroides és destruït per la DMA. Burnham més tard dóna l'orbe a la filla de l'home que Felix va matar.                                                 |                      |                        |                                    |                                                 |                         |
| 48 | 6                    | «Stormy Weather»       | Jonathan Frakes                    | Anne Cofell Saunders & Brandon Schultz          | 23 de desembre de 2021  |
| La Discovery entra en una esquerda subespacial creada pel DMA per investigar-la, i troba un buit del qual no poden sortir. Un robot DOT abandona la nau per investigar i es desintegra. Book i Stamets intenten fer saltar la nau fora de l'esquerda, però Book comença a tenir al·lucinacions del seu pare difunt, que és el seu aniversari. Stamets s'adona que les al·lucinacions han estat causades per la interacció amb partícules de la barrera al límit de la galàxia. L'ordinador intel·ligent avançat de la nau, Zora, intenta dur a terme les seves tasques habituals mentre ajuda a trobar una sortida de l'esquerda i, inusualment, es troba desbordada de dades. Gray s'ofereix a ajudar a Zora a aclarir els seus processos jugant un joc junts. Després de fer això, Zora és capaç de detectar microvariances als sensors externs que es poden utilitzar per treure'ls del buit. Per protegir la tripulació de l'efecte que tindrà moure's pel buit, Burnham els transporta a tots al "tampon de patrons" (on la matèria es converteix en energia per al transport) i vola la nau amb Zora. Burnham es desperta a la infermeria per descobrir que han sortit amb èxit de l'esquerda.                                                                         |                      |                        |                                    |                                                 |                         |
| 49 | 7                    | «...But to Connect»    | Lee Rose                           | Terri Hughes Burton & Carlos Cisco              | 30 de desembre de 2021  |
| Zora determina la ubicació del creador del DMA, anomenat "Espècie Desconeguda 10-C", però es nega a compartir-ho amb la tripulació per preocupació per la seva seguretat. El Dr. Kovich consulta sobre el comportament de la Zora i assenyala que la Flota Estel·lar té regulacions contra la integració de sistemes intel·ligents amb naus estel·lars. Els membres de la tripulació defensen Zora i les seves intencions, però a altres els preocupa que no segueixi les ordres a causa del seu control de tots els sistemes de la nau. Investigant la seva programació evolucionada, Kovich determina que Zora és una nova forma de vida i pot romandre a la nau, però per fer-ho ha d'allistar-se a la Flota Estel·lar i seguir totes les ordres dels seus superiors. Ella hi està d'acord i revela les coordenades. Mentrestant, Burnham i Book assisteixen a una assemblea de representants de la Federació i de no Federació per discutir la DMA. Rillak i Burnham volen contactar amb el 10-C i intenten evitar que el conflicte s'agreugi, però Book dóna suport a Tarka, que ha dissenyat una arma per destruir la DMA abans que faci mal a ningú més; l'assemblea vota a favor del primer contacte. Tarka i Book escapen, planejant utilitzar l'arma ells mateixos |                      |                        |                                    |                                                 |                         |
| 50 | 8                    | «All In»               | Christopher J. Byrne & Jen McGowan | Sean Cochran                                    | 10 de febrer de 2022    |
| Tarka necessita isolini per completar la seva arma, i Burnham sap de quin traficant del mercat negre intentarà aconseguir-lo Book. Rillak es nega a deixar que el persegueixi, i Vance hi està d'acord públicament, però en secret dóna a Burnham ordres diferents: recopilar dades sobre les coordenades de 10-C, però alhora intentar aconseguir l'isolini abans que ho facin Book i Tarka. Aquesta última parella arriba a un casino a Porathia i es reuneix amb Haz Mazaro, que accepta vendre'ls l'isolini si Book ajuda a trobar un trampós al casino. Burnham i l'oficial d'operacions Joann Owosekun arriben poc després i compren gràfics a Mazaro que mostren les coordenades de 10-C. No poden superar l'oferta de Book i Tarka per l'isolini, així que Owosekun lluita en un ring per guanyar-los més diners. S'acosten a Mazaro amb els diners just quan Book captura un trampós, i el crupier decideix resoldre aquest empat amb una partida de cartes. Book guanya la partida i reclama l'isolini, però no abans que Burnham hi planti un rastrejador. Els gràfics revelen un gran "hipercamp" artificial més enllà de la barrera galàctica, i les dades suggereixen que està alimentat per una rara boronita que la DMA extreu dels planetes.                |                      |                        |                                    |                                                 |                         |
| 51 | 9                    | «Rubicon»              | Andi Armaganian                    | Alan McElroy                                    | 17 de febrer de 2022    |
| L'exoficial de seguretat de la "Discovery" Nhan està assignada a supervisar la nau mentre segueix el dispositiu de rastreig de Burnham, per assegurar-se que Burnham no permeti que els seus sentiments personals s'interposin en el camí d'aturar Book i Tarka. Salten a una posició prop de la nau de Book, on Book i Tarka completen l'arma. Saru condueix una llançadora camuflada per pujar a bord de la nau de Book i desactivar l'arma, però és atacat per un nou sistema de seguretat automatitzat que Tarka va instal·lar a la nau de Book. Book ajuda a Saru i a la tripulació de la llançadora a escapar de tornada a "Discovery", i després troba el rastrejador i el desactiva. Salta al DMA, i la "Discovery" el segueix. Nhan es prepara per ordenar que la nau de Book sigui destruïda abans que pugui atacar el controlador al centre del DMA. Ambdues naus troben el controlador, i hi ha un enfrontament en què Burnham aconsegueix convèncer tant a Nhan com a Book que es retirin. Tarka va a l'esquena de Book i dispara l'arma al controlador, destruint-lo i el DMA, però no troba la font d'energia que esperava que hi fos. Book i Tarka escapen, i un nou DMA apareix al mateix lloc poc després.                                                 |                      |                        |                                    |                                                 |                         |
| 52 | 10                   | «The Galactic Barrier» | Deborah Kampmeier                  | Anne Cofell Saunders                            | 24 de febrer de 2022    |
| Per por a represàlies de l'espècie 10-C, Rillak avança la línia temporal per al primer contacte. Ella, T'Rina i diversos diplomàtics pugen a bord de la Discovery, que salta a la barrera galàctica i comença el perillós vol a través d'ella. Abans de perdre el contacte amb la Federació, Vance els contacta, i els diu que la DMA està a punt de destruir la Terra i Ni'Var. Mentrestant, Book i Tarka necessiten antimatèria programable per poder travessar la barrera i viatjar a un magatzem que Tarka té en una presó abandonada on va estar tancat. Tarka explica que s'havia fet amic d'un company de presó, Oros, que va construir una màquina per transportar-los a un univers paral·lel pacífic. Es van separar i Tarka no sap si Oros va tenir èxit, però espera que sí i ha construït la seva pròpia màquina per poder viatjar també allà. Requereix una gran quantitat d'energia, i Tarka havia planejat utilitzar la font d'energia del DMA abans de adonar-se que es troba a la ubicació de 10-C en lloc del mateix DMA. Després d'un vol difícil, la "Discovery" emergeix de la barrera galàctica i comença a viatjar cap a les coordenades de la 10-C.                                                                                                  |                      |                        |                                    |                                                 |                         |
| 53 | 11                   | «Rosetta»              | Jeff Byrd & Jen McGowan            | Terri Hughes Burton                             | 3 de març de 2022       |
| Burnham decideix visitar un planeta mort a prop de l'hipercamp que podria ser el món natal de l'espècie 10-C. El general de la Terra Diatta Ndoye creu que això és una pèrdua de temps, però altres diplomàtics donen suport a la decisió si proporciona informació útil. Burnham viatja al planeta amb Saru, Culber i la pilot Keyla Detmer, on troben els grans esquelets d'una espècie que abans vivia a les antigues capes de gas del planeta. També comencen a experimentar al·lucinacions que creen sentiments forts com la por. L'equip dedueix que el 10-C va fugir del planeta durant els impactes de meteorits que van cremar el gas i van matar alguns membres de l'espècie, i que l'espècie utilitza compostos complexos d'hidrocarburs per comunicar les seves emocions que ara els afecten al planeta. Creuen que poden utilitzar aquests hidrocarburs per ajudar a comunicar-se amb la 10-C. Mentrestant, Book i Tarka segueixen la "Discovery" fins al planeta i pugen a bord d'amagat. Tarka evita els sensors de Zora per permetre que la seva nau s'acobli a la "Discovery" sense ser detectada, prenent com a ostatge l'enginyera Jett Reno en el procés. Book convenç Ndoye perquè els ajudi a destruir el DMA.                                         |                      |                        |                                    |                                                 |                         |
| 54 | 12                   | «Species Ten-C»        | Olatunde Osunsanmi                 | Kyle Jarrow                                     | 10 de març de 2022      |
| La Discovery allibera l'hidrocarbur que representa la pau a l'hipercamp. Aviat és arrossegat cap a l'estructura i envoltat per un orbe fet d'una substància desconeguda. Els membres de l'Espècie 10-C responen amb més hidrocarburs i un patró de llum que la tripulació desxifra com un "llenguatge pont" similar al lincos que utilitza equacions matemàtiques. Els membres de 10-C utilitzen el llenguatge per qüestionar per què el DMA va ser destruït per l'arma de Tarka, i la tripulació aconsegueix comunicar la seva por al DMA. A la nau de Book, Tarka planeja utilitzar Ndoye per encendre un flux de plasma des de la "Discovery" que els permetrà escapar de l'orb i volar directament a la font d'energia del DMA. Reno s'adona que si Tarka pren la font d'energia ara, destruirà l'hipercamp i tot el que hi ha dins i probablement encara destruirà la Terra i Ni'Var. Book s'enfronta a Tarka sobre això, però Tarka utilitza les seves millores a la nau per contenir Book. Mentre la tripulació de la "Discovery" intenta demanar als 10-C que retirin el DMA, Ndoye posa en pràctica el pla de Tarka i la nau de Book escapa. Els membres del 10-C deixen de comunicar-se. Reno pot enviar un missatge a a Burnham explicant el pla de Tarka.        |                      |                        |                                    |                                                 |                         |
| 55 | 13                   | «Coming Home»          | Olatunde Osunsanmi                 | Michelle Paradise                               | 17 de març de 2022      |
| Tarka comença a desmantellar el contenidor de la font d'energia, provocant explosions de plasma perilloses. T'Rina s'assabenta que les ments dels 10-C estan connectades i no entenen que Tarka actua independentment de la Discovery. La tripulació sobrecarrega el motor d'espores de la Discovery per escapar de l'orb, però no poden apropar-se a la nau de Book a causa del plasma. Ndoye ofereix fer les paus estavellant la nau de Book amb una llançadora, matant Tarka. Ndoye i Reno són teletransportats a un lloc segur, però Book aparentment mor. La tripulació de la "Discovery" es troba amb membres de 10-C en un planeta dins de l'hipercamp i explica que Tarka treballava sol i per què. El 10-C desactiva la DMA, salvant la Terra i Ni'Var, i revela que van salvar Book. Parlant del seu dolor i utilitzant les seves habilitats empàtiques, Book convenç 10-C perquè deixi d'utilitzar la DMA per complet, desactivi l'hipercamp i comenci a treballar amb altres per fer les paus pel dany causat per la DMA. El 10-C utilitza un forat de cuc per enviar la "Discovery" a la Terra, que decideix reincorporar-se a la Federació. Book és castigat per les seves accions sent enviat a ajudar altres persones que han estat perjudicades per la DMA  |                      |                        |                                    |                                                 |                         |

## Repartiment i personatges

### Principal
- Sonequa Martin-Green com a Michael Burnham[3]
- Doug Jones com a Saru[3]
- Anthony Rapp com a Paul Stamets[3]
- Mary Wiseman com a Sylvia Tilly[3]
- Wilson Cruz com a Hugh Culber[3]
- Blu del Barrio com a Adira Tal[4]
- David Ajala com a Cleveland "Book" Booker[3]
- Tig Notaro com a Jett Reno[5][6]

### Recurrent
- Oded Fehr com a Charles Vance[7]
- Ian Alexander com a Gray Tal[8]
- Chelah Horsdal com a Laira Rillak[9]
- Tara Rosling com a T'Rina[10]
- Annabelle Wallis com a the voice of Zora[11]
- David Cronenberg com a Kovich[12]
- Shawn Doyle com a Ruon Tarka[13]
- Phumzile Sitole com a Diatta Ndoye[14]
- Hiro Kanagawa com a Hirai[15]

### Actors convidats
- Bill Irwin com a Su'Kal[16]
- Sonja Sohn com a Gabrielle Burnham[17]
- Rachael Ancheril com a Nhan[18]
- Stacey Abrams com a el President de la Terra Unida[19]

## Producció

### Desenvolupament
El desenvolupament actiu d'una quarta temporada de 13 episodis de Star Trek: Discovery va començar el gener de 2020, durant la producció de la tercera temporada de la sèrie. Al març, una cinquena temporada també estava en desenvolupament amb la intenció que la producció de la quarta i cinquena temporades tingués lloc consecutivament, però aquests plans es van retardar per la pandèmia de  COVID-19. La preproducció de la quarta temporada va començar a Toronto, Canadà, el 17 d'agost. Els productors executius Alex Kurtzman i Michelle Paradise, els coproductors creadors de la sèrie, van anunciar oficialment la temporada el 16 d'octubre, l'endemà de l'estrena de la tercera temporada. El rodatge estava previst que comencés el 2 de novembre.

### Escriptura
La sala de guionistes de la sèrie va començar a treballar en la temporada de forma remota a l'agost de 2020. Els retards de producció relacionats amb la pandèmia els van permetre "avançar-se força en els guions" en comparació amb les temporades anteriors, segons Kurtzman. Aviat va confirmar que totes les temporades posteriors a la tercera continuarien ambientades al segle XXXII. L'escriptura de la quarta temporada va acabar a mitjans de maig de 2021, i es va dur a terme completament a través de Zoom, de manera que la sala de guionistes mai es va reunir en persona. Com que ells, i la resta del món, es van veure afectats per la pandèmia durant la creació de la temporada, els guionistes volien reconèixer-ho d'alguna manera sense incloure literalment una pandèmia a la història. Paradise va explicar que les sèries Star Trek sempre han reflectit el món real d'aquesta manera, i la història de la temporada va ser dissenyada per ser una metàfora de la pandèmia sense ser directa: el principal "antagonista" de la temporada és una anomalia espacial gegant i destructiva que els personatges no entenen. Per establir l'impacte que pot tenir aquesta anomalia en lloc de simplement explicar com n'és de gran i destructiva, els guionistes van optar per fer que destruís el planeta Kwejian —el món natal de Cleveland "Book" Booker— al primer episodi de la temporada. Això té un efecte continu en Book durant tota la temporada, i els guionistes volien posar a prova la seva relació amb la protagonista Michael Burnham.
"La representació importa. Importa veure una versió de tu mateix a la pantalla. Importa que hi hagi personatges no binaris i transgènere. Importa que hi hagi una dona negra a la cadira de la capitana. Importa que hi hagi una parella gai al nostre programa. Continuarem fent-ho per la sèrie i pel món en què vivim, però també per honorar el llegat de Star Trek." 
La tercera temporada acaba amb Burnham convertint-se en la capitana de Discovery, cosa que l'estrella Sonequa Martin-Green va dir que era un nou començament per a la sèrie. Paradise va dir que el personatge havia "crescut en molts sentits" durant les tres primeres temporades, i que la quarta la veuria continuar creixent com a capitana. Els guionistes van abordar l'arc del personatge de Burnham a cada episodi preguntant-li quin seria el seu viatge com a capitana, i al final de la temporada ha après a afrontar problemes específics de la capitana, com ara prendre decisions difícils i navegar per situacions polítiques. L'anterior capità de Discovery, Saru, comença la temporada al seu món natal de Kaminar, però finalment torna a la nau. Desenvolupa una relació amb T'Rina, la presidenta de Ni'Var, una història que els guionistes van decidir explorar després de veure una química inesperada entre els dos personatges durant la tercera temporada.
Paradise va dir que els guionistes sempre van tenir la intenció de formar una unitat familiar "realment encantadora" a la tercera temporada amb Paul Stamets i Hugh Culber, una parella gai, i l'Adira no binari. Això s'estén al xicot transgènere d'Adira, Gray, que és mort però la consciència del qual encara està connectada a l'Adira. La tercera temporada prometia que Gray seria "vist" per tothom, en una metàfora de la representació, i la quarta temporada ho fa transferint la seva consciència a un cos sintètic (la mateixa tecnologia que es va utilitzar per a Jean-Luc Picard a la primera temporada de Star Trek: Picard). L'actor Ian Alexander va tenir molta més "implicació pràctica" en la història de Gray a la quarta temporada. Una altra metàfora de la representació es veu a la història de Zora, l'ordinador avançat de la Discovery. Esdevé sensible durant la temporada i es considera una nova forma de vida que s'uneix oficialment a Flota Estel·lar. Això és similar a l'androide Data de la sèrie Star Trek: La nova generació.
Després de revelar que la Terra ja no forma part de la Federació Unida de Planetes a la tercera temporada, els guionistes sabien que seria un gran moment per a la sèrie que la Terra es reincorporés a la Federació i van decidir que aquest seria un arc de dues temporades que conclouria al final de la quarta temporada. Volien que la temporada explorés qüestions ètiques de manera similar a Star Trek: La Sèrie Original i La nova generació, per fer que Discovery s'assemblés més al Star Trek tradicional. La temporada també explora les lluites de salut mental d'alguns personatges, cosa que va ser rellevant per a l'equip creatiu a causa dels impactes de la pandèmia al món real. Per a l'espècie 10-C, una espècie desconeguda que va crear l'anomalia destructiva, volien crear una espècie que no s'assemblés a cap altra vista abans a Star Trek o altres franquícies de ciència-ficció. Volien especialment que fos difícil comunicar-se amb l'espècie, de manera que els personatges no podien confiar en els seus traductors universals, i van treballar amb la consultora científica Erin Macdonald, així com amb METI (Messaging to Extra-Terrestrial Intelligence) per entendre què podria ser la nova espècie.

### Càsting

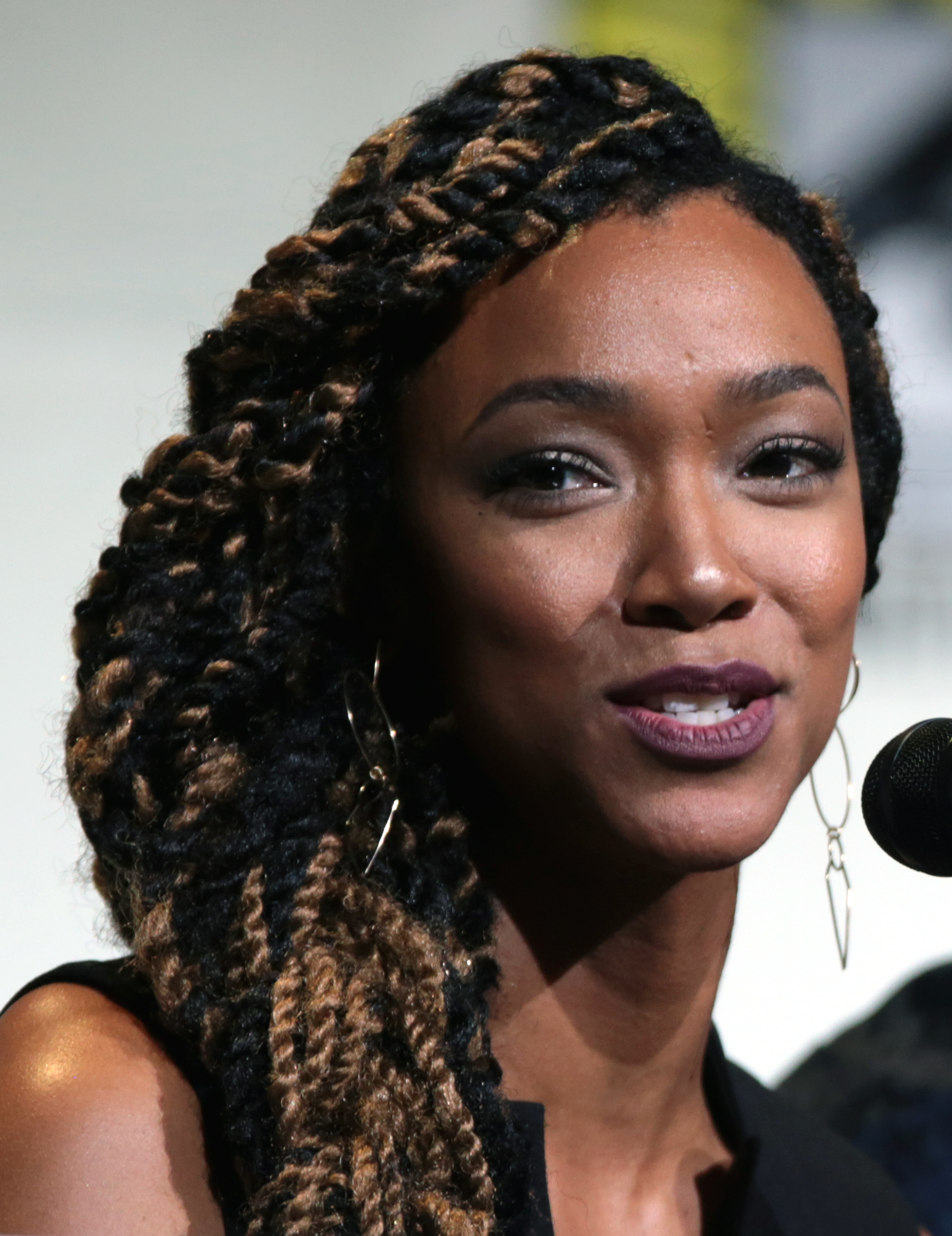
Sonequa Martin-Green interpreta a Michael Burnham, capitana de l'USS Discovery

La temporada està protagonitzada pel retorn de Sonequa Martin-Green com a Michael Burnham, Doug Jones com a Saru, Anthony Rapp com a Paul Stamets, Mary Wiseman com a Sylvia Tilly, Wilson Cruz com a Hugh Culber, i David Ajala com a Cleveland "Book" Booker, així com Blu del Barrio que reprenen el seu paper recurrent com a Adira Tal de la tercera temporada. Es va demanar a Tig Notaro que reprengués el seu paper recurrent com a Jett Reno durant la temporada durant dos blocs de rodatge diferents. Va optar per no viatjar a Toronto per al rodatge al novembre de 2020 a causa de la pandèmia, però esperava que les condicions fossin més segures al maig de 2021 per permetre-li viatjar per al segon bloc; Notaro va confirmar el maig de 2021 que era a Toronto per filmar totes les seves escenes de la temporada durant dues setmanes. Notaro apareix com a membre principal del repartiment per les seves aparicions a la temporada. Tot i que Tilly va deixar Discovery al quart episodi, Wiseman va seguir sent una figura regular de la sèrie i va tornar per al final de la temporada.
Altres estrelles convidades que reprenen els seus papers de la tercera temporada inclouen Oded Fehr com a l'almirall Charles Vance, Ian Alexander com a Gray Tal, Bill Irwin com a Su'Kal, Tara Rosling com a presidenta de Ni'Var, T'Rina, Annabelle Wallis com a veu de Zora, Sonja Sohn com a mare de Burnham, Gabrielle, David Cronenberg com a Dr. Kovich, Phumzile Sitole com a general de la Terra Diatta Ndoye, i l'exmembre principal del repartiment Rachael Ancheril com a comandant Nhan. Kenneth Mitchell, que va fer aparicions com a convidat com a diferents personatges a les temporades anteriors, va dir a l'agost de 2021 que tindria un paper únic a la quarta temporada després que la progressió del seu diagnòstic d'ELA li limités la capacitat de moure's i parlar sense ajuda; està representat per l'USS Mitchell, una nau espacial que porta el nom de l'actor que apareix al final de temporada. Els nous convidats recurrents de la temporada inclouen Chelah Horsdal com a Laira Rillak, la presidenta de la Federació, Shawn Doyle com a Ruon Tarka, i Hiro Kanagawa com a Dr. Hirai. Al final de temporada, la política i activista Stacey Abrams apareix com a presidenta de la Terra Unida. Paradise i Kurtzman havien contactat amb Abrams per fer l'aparició sabent que ella ja era fan de la sèrie i la franquícia, i no van incloure el seu nom a la documentació del rodatge per ajudar a mantenir el seu paper en secret.
A més, Osric Chau interpreta Oros, l'amic desaparegut de Tarka, Rothaford Gray és presentat com el pare de Book, Tareckx, i Ache Hernandez i Luca Doulgeris tornen com el germà de Book, Kyheem, i el nebot Leto, respectivament. L'equip de Discovery també torna per a la temporada, incloent-hi Emily Coutts com a pilot Keyla Detmer, Patrick Kwok-Choon com a oficial tàctic Gen Rhys, Oyin Oladejo com a oficial d'operacions Joann Owosekun, Ronnie Rowe Jr. com a oficial de comunicacions R.A. Bryce, Sara Mitich com a Nilsson, David Benjamin Tomlinson com a Linus el Saurí, i Raven Dauda com a Dra. Tracy Pollard. Rowe té un paper més petit que abans després de ser escollit per a la sèrie The Porter, i Bryce és substituït com a oficial de comunicacions en alguns episodis per Christopher, que és interpretat per Orville Cummings.

### Disseny
La tripulació del Discovery va rebre els uniformes principalment grisos d'altres oficials de la Flota Estel·lar del segle XXXII al final de la tercera temporada, però els productors aviat es van adonar que aquests vestits xocaven amb els decorats grisos existents del Discovery. La dissenyadora de vestuari Gersha Phillips va examinar diverses opcions que encara mantenien el color gris. i es van decidir per vestits més acolorits que tenen una franja grisa a la part davantera. Els uniformes utilitzen els mateixos colors primaris que Star Trek: La nova generació (vermell per al comandament, daurat per a les operacions i blau per a la ciència) però amb uniformes blancs per als oficials mèdics com en temporades anteriors de Discovery. Els nous uniformes també tenen variants d'uniforme de vestir a joc. Els vestits espacials de vehicles elèctrics que es veuen a la temporada són la sisena o setena iteració dissenyada per a la sèrie. Phillips va dir que volien que cada versió fos més elegant i més còmoda que l'anterior.
Per a la seqüència d'obertura del primer episodi, Phillips va assumir erròniament que la missió de Burnham amb Book era una missió de correu i va dissenyar un abric de cuir perquè Martin-Green el portés. Els productors la van corregir dient que en realitat era una missió de la Flota Estel·lar, però li van demanar que es quedés l'abric i que el fes "més net" i apropiat per a la Flota Estel·lar. A Martin-Green li encantava portar l'abric. i va sentir que mostrava l'"audàcia" de Burnham ara que és capitana, mentre que Phillips va assenyalar que ara estava disponible per utilitzar com a variant d'uniforme per a tots els oficials de la Flota Estel·lar de la sèrie. Els vestits kelpians de Kaminar van ser dissenyats per ser més orgànics que els uniformes de la Flota Estel·lar, però Phillips encara volia que fossin elegants per combinar amb l'estètica del segle XXXII. Saru porta un pin especial al pit per representar que és conseller de Kaminar, i el mestre d'atrezzo Mario Moreira va explicar que el pin va ser dissenyat per reflectir les dues cultures de Kaminar que s'han unit des de les primeres temporades: una pedra central representa els obeliscs del poble Ba'ul, envoltats de línies fluides que evoquen els moviments dels Kelpiens i les algues que recullen. El departament d'atrezzo es va qüestionar si Saru hauria de continuar portant aquest pin un cop tornés al seu uniforme de la Flota Estel·lar, però es va adonar que hi havia precedents per a això en el baldric cultural que porta Worf a La nova generació. Zora i Gray juguen a un joc de taula trill a "Stormy Weather" que va ser dissenyat per l'equip de Moreira per ser una versió futurista dels escacs. Va dir que hi va haver moltes discussions sobre el disseny i les regles del joc. Per al casino d'"All In", el guionista Sean Cochran va utilitzar els coneixements del seu pare com a expert en jocs d'atzar juntament amb un consultor contractat per ajudar a informar sobre quins detalls es necessitaven al plató. L'equip d'atrezzo va jugar a tots els jocs de cartes abans del rodatge, amb enginyeria inversa a partir dels resultats desitjats, per assegurar-se que els actors poguessin jugar les cartes en l'ordre correcte durant el rodatge. El plató del casino va ser una remodelació del plató de l'estació espacial del primer episodi.
Els productors volien igualar l'enfocament únic dels guionistes a l'Espècie 10-C dissenyant criatures que no s'assemblessin a cap altre extraterrestre de la ciència-ficció, treballant amb Glenn Hetrick d'Alchemy Studio, que proporciona maquillatge i pròtesis especials per a la sèrie, i el dissenyador de criatures Neville Page per crear-les. El productor executiu i director de producció Olatunde Osunsanmi no volia que les criatures poguessin caminar, i es va pensar en què necessitaria biològicament una criatura per poder surar. Osunsanmi també volia que fossin "altíssimes com un gratacel", però la seva mida s'havia de reduir perquè poguessin encara encaixar en l'enquadrament amb els personatges humanoides.

### Rodatge
El rodatge va començar als Pinewood Toronto Studios de Toronto, Canadà, el 2 de novembre de 2020, sota el títol provisional Mill Street. Anteriorment, s'esperava que la producció tingués lloc del juliol de 2020 al gener de 2021, filmant-se seguint una possible cinquena temporada, però aquests plans es van endarrerir per la pandèmia de la COVID-19. Kurtzman va dir a l'octubre de 2020 que el rodatge seria "sistematitzat, operació militaritzada" a causa de la pandèmia, explicant que l'equip de la temporada treballaria en "pods" per minimitzar la possible propagació del virus. El repartiment va viatjar a Toronto abans d'hora per fer quarantena durant 14 dies, segons els requisits del govern canadenc, i durant el rodatge, el repartiment i l'equip van ser testats per COVID-19 tres vegades per setmana. Jones va dir que el rodatge va ser més lent a causa de les precaucions preses al plató; cada episodi va trigar un dia més a filmar que en temporades anteriors.
Kurtzman va revelar a l'octubre de 2020 que Paramount+ estava construint un videomosaic per permetre la producció virtual de la temporada, així com de la sèrie Star Trek: Strange New Worlds, utilitzant tecnologia similar al sistema StageCraft que es va desenvolupar per a la sèrie Disney+ The Mandalorian. El nou decorat virtual va ser construït a Toronto per l'empresa d'efectes visuals Pixomondo, i compta amb un volum LED de 270 graus, 21 metres per 9,1 metres en forma de ferradura amb panells LED addicionals al sostre per ajudar amb la il·luminació. La tecnologia utilitza el programari motor de videojoc Unreal Engine per mostrar fons generats per ordinador a les pantalles LED en temps real durant el rodatge, cosa que el supervisor d'efectes visuals Jason Zimmerman va assenyalar que era especialment útil per crear els planetes que es visiten a la sèrie; a causa de la pandèmia, la producció no va poder filmar fora d'Amèrica del Nord per retratar planetes alienígenes com van fer per a la tercera temporada. L'escenari virtual encara s'estava instal·lant quan la producció va fer una pausa per Nadal a finals de desembre. La major part del rodatge dels dos primers episodis ja s'havia completat en aquell moment, però les escenes que requerien el  videomoasic es filmarien després de la pausa un cop la tecnologia estigués a punt. Zimmerman va supervisar la instal·lació i l'ús del volum de forma remota des de Los Angeles, i va dir que els departaments de disseny de producció i art estaven involucrats amb els efectes visuals abans del que era habitual, ja que havien d'estar a punt per al rodatge del volum. Doug McCullough va assumir el càrrec de dissenyador de producció per a la temporada, i va utilitzar la tecnologia per crear entorns que d'altra manera no haurien estat possibles, com ara la gran presó de "The Examples". Altres ubicacions virtuals van incloure la badia de llançadores Discovery (que va aparèixer en temporades anteriors sense la tecnologia), la Cambra del Consell de Kaminar, i l’hangar de llançadores de la seu de la Federació. Gairebé tots els episodis de la temporada van utilitzar producció virtual per a almenys una escena.
Philip Lanyon va ser el director principal de fotografia de la temporada després d'haver treballat prèviament en un episodi de la segona temporada de Discovery i també d'haver exercit com a director principal de fotografia de la primera temporada de Star Trek: Picard. Franco Tata i Chris Mably també van ser directors de fotografia de la quarta temporada. Lanyon va començar el seu treball a la temporada desenvolupant un "mood board visual" per a la fotografia amb Osunsanmi. La temporada es va filmar amb càmeres Arri Alexa Mini, Mini LF i SXT, i Lanyon va recuperar les lents Anamorphic/i Special Flare de Cooke Optics del seu treball anterior de Star Trek perquè li donaven control sobre els reflex intern de les lents que sorgeixen de tota la llum pràctica als sets de Discovery. També va optar per començar a utilitzar lents Anamorphic/i Full Frame Plus SF a la temporada, creient que el format de fotograma complet d'aquelles lents creava una imatge més neta i li permetia apropar-se als actors amb un camp de visió més ampli sense distorsionar la imatge de la manera que ho fan algunes lents de gran angular. Les lents de fotograma complet només es van utilitzar per a les escenes de producció virtual dels primers onze episodis de la temporada, i els fons més suaus creats per les lents van ajudar a controlar els artefactes de les pantalles LED com ara els patrons de moaré. Lanyon i Osunsanmi van utilitzar el format de fotograma complet com a lents principals per als dos últims episodis de la temporada. Lanyon va sentir que la cinematografia de la temporada, especialment amb l'addició de la producció virtual, li donava un "món més gran" amb un estil visual diferent en comparació amb les tres primeres temporades. Casualment, el director de fotografia Glen Keenan va optar per utilitzar les lents de fotograma complet a "Strange New Worlds" més o menys al mateix temps que Lanyon les va seleccionar per a aquesta temporada.
El compositor i editor de pel·lícules John Ottman, un gran fan de "Star Trek", va dirigir el quart episodi de la temporada. Ottman va ajudar Kurtzman a supervisar l'edició de la tercera temporada a canvi de dirigir la quarta. El 22 d'abril de 2021, la producció de la temporada es va pausar després que un individu de la "Zona A" (referint-se als membres clau del repartiment, així com a l'equip que hi està en contacte) s'acostés "molt a prop" del plató amb algú que havia donat positiu per COVID-19. Això es va detectar a través del sistema de rastreig de contactes d'Ontario i l'individu va començar 14 dies de quarantena. La resta de la producció de gairebé 80 persones de la temporada no va haver de fer quarantena i el rodatge estava previst que comencés de nou el 6 de maig. També hi va haver un confinament a la zona de Toronto en aquell moment, però es va permetre que les produccions de cinema i televisió continuessin. Un dels protocols de pandèmia de la sèrie va fer que l'equip de rodatge de "Discovery" es rotés perquè els mateixos actors no sempre fossin al plató. Això s'explica a la sèrie per Burnham, que exigeix que tots els membres de l'equip es prenguin temps lliure per la seva salut mental i emocional. La producció de la temporada havia d'acabar originalment el 10 de juny, però els retards de la pandèmia van fer que aquesta data de finalització es prorrogués a l'agost o setembre. A mitjans de juliol, Martin-Green va dir que tenien "una mica més de [rodatge] per fer" per a la temporada, i gran part del repartiment acabat la temporada a principis d'agost. Va ser durant l'agost que Abrams va viatjar a Toronto per filmar la seva aparició per al final, i va demanar que el repartiment i l'equip no li fessin cap esborrany dels esdeveniments de la temporada perquè encara pogués veure-la com a fan. Paradise va viatjar a Toronto el 9 d'agost. per a les últimes setmanes de preses i rodatge en exteriors, i va anunciar que el rodatge de la temporada havia finalitzat el 23 d'agost.

### Efectes visuals
A més de treballar en els efectes de producció virtual de la temporada durant la preproducció i el rodatge, Pixomondo també va proporcionar "treballs de retoc posteriors al rodatge" per eliminar les juntes entre la paret de vídeo i el sostre, així com efectes visuals tradicionals com ara la pintura mat digital. Altres proveïdors d'efectes visuals per a la temporada van ser Crafty Apes VFX, Outpost VFX, Switch VFX, i Gradient Effects. Outpost va treballar en els episodis vuit i nou, creant el planeta mort on s'amaguen Book i Tarka i adaptant els efectes de matèria programable de la sèrie, que van ser desenvolupats per Pixomondo per a la tercera temporada, perquè Tarka els utilitzi com a arma.

### Música
El compositor Jeff Russo va confirmar el desembre de 2020 que començaria a treballar en la quarta temporada un cop finalitzada la tercera temporada. A l'abril de 2021, estava considerant utilitzar temes musicals a la temporada que havia compost per a la pel·lícula Star Trek planificada de Noah Hawley abans que aquest projecte es posés en pausa l'agost de 2020. "Stormy Weather" presenta la Zora de Wallis cantant la cançó de la mateix nom, cantada per primera vegada per Ethel Waters el 1933. Aquesta cançó es va incloure en un àlbum de la banda sonora de la temporada juntament amb seleccions de la banda sonora de Russo. L'àlbum va ser publicat digitalment per Lakeshore Records el 26 d'agost de 2022. Tota la música és de Jeff Russo:
| 1.            | «Kwejian Destroyed»                                             | 1:19    |
| 2.            | «Angry Butterfly People»                                        | 4:01    |
| 3.            | «Running from Alshain»                                          | 4:17    |
| 4.            | «Reopening the Academy»                                         | 3:19    |
| 5.            | «Gray's New Body»                                               | 2:36    |
| 6.            | «Michael Guides Book»                                           | 3:11    |
| 7.            | «Book Breaks Down»                                              | 2:27    |
| 8.            | «J'Vini Threatens»                                              | 2:06    |
| 9.            | «J'Vini's Story»                                                | 3:43    |
| 10.           | «Saving the Abronians»                                          | 2:26    |
| 11.           | «Kaminar Sea Frogs»                                             | 1:06    |
| 12.           | «Saving Adira»                                                  | 3:45    |
| 13.           | «Tarka»                                                         | 0:48    |
| 14.           | «Tarka's Theory»                                                | 2:09    |
| 15.           | «Hugh and Kovich»                                               | 3:11    |
| 16.           | «Tarka's Model»                                                 | 2:37    |
| 17.           | «Family Tree»                                                   | 2:19    |
| 18.           | «Trying to Abort»                                               | 2:28    |
| 19.           | «Just Michael»                                                  | 1:49    |
| 20.           | «The Poker Game»                                                | 2:51    |
| 21.           | «Let's End It»                                                  | 2:50    |
| 22.           | «Saru Opens Up to T'Rina»                                       | 1:49    |
| 23.           | «Hallucinations»                                                | 2:13    |
| 24.           | «It's the Dust»                                                 | 2:25    |
| 25.           | «In the Nursery»                                                | 4:38    |
| 26.           | «The Evacuation»                                                | 2:39    |
| 27.           | «One Way Out»                                                   | 1:38    |
| 28.           | «Abandon Ship»                                                  | 1:50    |
| 29.           | «DMA Stopped»                                                   | 2:45    |
| 30.           | «Book Talks to 10C / Going Home»                                | 5:13    |
| 31.           | «Wrap Up»                                                       | 4:29    |
| 32.           | «Zora Sings Stormy Weather» (interpretada per Annabelle Wallis) | 1:12    |
| Durada total: | Durada total:                                                   | 1:26:09 |

## Màrqueting
El febrer de 2021, Martin-Green va aparèixer en una campanya de màrqueting per a la Super Bowl LV anunciant el servei de streaming rebatejat Paramount+. Martin-Green va revelar el primer teaser de la temporada durant un panell per a l'esdeveniment virtual "First Contact Day" el 5 d'abril de 2021, celebrant la franquícia en la festivitat fictícia que marca el primer contacte entre humans i extraterrestres a l'univers Star Trek. El teaser va revelar els nous uniformes de la temporada. Es va revelar un tràiler complet i un pòster artístic clau durant un panell per a la temporada a la New York Comic Con a l'octubre. Diversos comentaristes que van discutir el tràiler van destacar el nou paper de Burnham com a capitana. Scott Snowden a Space.com va considerar que l'enfocament de Burnham no havia canviat malgrat la promoció i va dir que la premissa del tràiler d'"una estranya anomalia amenaça tota la galàxia" era essencialment la mateixa que la història de la tercera temporada.

## Llançament

### Transmissió en streaming i difusió
La temporada es va estrenar a Paramount+ als Estats Units el 18 de novembre de 2021, i els primers set episodis es van estrenar fins al 30 de desembre. Els sis episodis restants es van estrenar del 10 de febrer al 17 de març de 2022. Bell Media va emetre la temporada al Canadà als canals especialitzats CTV Sci-Fi Channel (anglès) i Z (francès) el mateix dia que als Estats Units, abans de retransmetre episodis en streaming a Crave. A l'agost de 2023, el contingut de Star Trek es va eliminar de Crave i la temporada va començar a retransmetre's en streaming a Paramount+ al Canadà. Continuaria emetent-se a CTV Sci-Fi i estaria disponible a CTV.ca i a l'aplicació CTV.
Netflix originalment tenia els drets de transmissió de la temporada en 188 països més, igual que amb les temporades anteriors, però dos dies abans del debut internacional de la temporada, ViacomCBS va anunciar que havia recomprat els drets de transmissió internacional de "Discovery" a Netflix amb efecte immediat. Això significava que la temporada es retransmetria en altres països a Paramount+ un cop el servei estigués disponible allà en algun moment del 2022. L'anunci va provocar crítiques dels fans internacionals pel seu calendari i pel fet que la temporada no estaria disponible en altres països al mateix temps que es va estrenar als Estats Units i al Canadà. El 24 de novembre, ViacomCBS va reconèixer les crítiques i va dir que la temporada estaria disponible internacionalment a través de diverses vies: començaria a estrenar-se a Paramount+ per als mercats on el servei ja s'havia llançat, començant pels dos primers episodis el 26 de novembre; els episodis s'emetrien diverses vegades per setmana al servei de streaming gratuït Pluto TV en altres territoris; i els episodis estarien disponibles per a la compra digital en alguns països.

### Mitjans domèstics
La temporada es va estrenar en format DVD, Blu-Ray i Steelbook d'edició limitada als Estats Units el 6 de desembre de 2022. El llançament inclou més de 90 minuts de contingut extra, incloent-hi escenes eliminades, un vídeo de preses falses, comentaris d'àudio per al final de temporada i reportatges sobre la realització de la temporada, el rodatge durant la pandèmia de la COVID-19, com Burnham es va convertir en capità i la introducció de la tecnologia de producció virtual.

## Recepció

### Espectadors
El desembre de 2021, Paramount+ va revelar que «Star Trek: Discovery» va ser la sèrie més vista del servei de streaming durant el seu any inaugural. L'empresa d'anàlisi de demanda d'audiència Parrot Analytics, que estima l'audiència de streaming basant-se en "expressions de demanda" globals, va classificar «Discovery» com la 15a sèrie de streaming més demandada del 2021 i va calcular que tenia 19 vegades més demanda que la sèrie mitjana dels Estats Units. Va ser l'única sèrie de Paramount+ a la llista de les 20 millors de Parrot durant l'any. Whip Media, que fa un seguiment de les dades d'audiència dels 19 milions d'usuaris a tot el món de la seva aplicació TV Time, va classificar «Discovery» entre les 10 sèries originals de streaming més espectadores dels Estats Units la setmana de l'estrena de la temporada, així com cada setmana des del llançament del tercer episodi fins al final de la primera meitat de la temporada. La sèrie va tornar a la llista de les 10 millors amb el llançament dels quatre últims episodis de la temporada. Segons l'empresa d'anàlisi antipirateria MUSO, que mesura les dades globals de streaming i torrents sense llicència, la quarta temporada de «Discovery» va ser una de les 10 sèries més pirates al novembre i desembre del 2021.

### Resposta crítica
El lloc web agregador de ressenyes Rotten Tomatoes va informar d'un 88% d'aprovació amb una puntuació mitjana de 7,7/10 basada en 17 ressenyes. El consens crític del lloc web diu: "Michael Burnham finalment s'afirma —i també ho fa Discovery— en una quarta temporada segura que abraça la versió més sentida de la sèrie dels mites de Star Trek".

### Reconeixements
La temporada és una de les 200 sèries de televisió que van rebre el segell ReFrame per als anys 2021 a 2022. El segell és atorgat per la coalició per a l'equitat de gènere ReFrame i la base de dades de la indústria IMDbPro per a projectes de cinema i televisió que hagin demostrat tenir una contractació equilibrada de gènere, i els segells s'atorguen a projectes que contracten persones que s'identifiquen com a dones, especialment dones de color, en quatre de vuit rols clau per a la seva producció.
| Any  | Premi                                            | Categoria                                                                      | Receptor | Resultat  | Ref.    |
| ---- | ------------------------------------------------ | ------------------------------------------------------------------------------ | --- | --------- | ------- |
| 2022 | Critics' Choice Super Awards                     | Millor sèrie de ciència-ficció/fantasia                                        | Star Trek: Discovery | Nominat   | [ 101 ] |
| 2022 | Critics' Choice Super Awards                     | Millor actriu en una sèrie de ciència-ficció/fantasia                          | Sonequa Martin-Green | Nominat   | [ 101 ] |
| 2022 | Premis GLAAD Media                               | Sèrie dramàtica destacada                                                      | Star Trek: Discovery | Nominat   | [ 102 ] |
| 2022 | Premis Golden Reel                               | Assoliment Destacat en Edició de So – Sèrie 1 Hora – Diàleg / ADR              | Matthew E. Taylor, Sean Heissinger, i Cormac Funge (per "Kobayashi Maru")                                                                       | Nominat   | [ 103 ] |
| 2022 | Premis Golden Reel                               | Assoliment destacat en edició de so: sèrie 1 hora: efectes/Foley               | Matthew E. Taylor, Michael Schapiro, Harry Cohen, Katie Halliday, Andrew Twite, Clay Weber, Alyson Moore i Chris Moriana (per "Kobayashi Maru") | Nominat   | [ 103 ] |
| 2022 | Premis Golden Reel                               | Assoliment destacat en edició de so: sèrie 1 hora: música                      | Moira Marquis i Matea Prljevic (per "Kobayashi Maru")                                                                                           | Nominat   | [ 103 ] |
| 2022 | Premis del Gremi de Maquilladors i Perruquers    | Millors Efectes Especials de Maquillatge en Sèries de Televisió i Nous Mitjans | Glenn Hetrick, Rocky Faulkner, Nicola Bendrey, i Chris Burgoyne                                                                                 | Guanyador | [ 104 ] |
| 2022 | Premis Saturn                                    | Millor sèrie de ciència-ficció (streaming)                                     | Star Trek: Discovery | Nominat   | [ 105 ] |
| 2023 | Premis de la Societat Canadenca de Cinematògrafs | Cinematografia de sèrie dramàtica – Comercial                                  | Philip Lanyon (per "Coming Home") | Nominat   | [ 106 ] |
| 2023 | Premis GLAAD Media                               | Sèrie dramàtica destacada                                                      | Star Trek: Discovery | Nominat   | [ 107 ] |
| 2023 | Premis NAACP Image                               | Millor disseny de vestuari (televisió o cinema)                                | Gersha Phillips, Carly Nicodemo, Heather Constable, Christina Cattle, Sheryl Willock, Becky MacKinnon                                           | Nominat   | [ 108 ] |